# Joash Leader
Joash Leader (20 agosto 1990) è un calciatore nevisiano, centrocampista del St. Paul's United e della Nazionale nevisiana.

## Carriera

### Club
Gioca dal 2007 al 2014 al St. Paul's United. Nel 2014 passa all'UWS Upsetters, per poi ritornare nel 2015 al St. Paul's United.

### Nazionale
Debutta in nazionale il 10 ottobre 2012, in Saint Kitts e Nevis-Anguilla. Mette a segno la sua prima rete con la maglia della Nazionale il 5 settembre 2014, in Saint Kitts e Nevis-Dominica. Il 26 marzo 2015, in Turks e Caicos-Saint Kitts e Nevis, mette a segno una doppietta.